# Venus siegt
Venus siegt ist ein von Dietmar Dath verfasster Roman, der Elemente von Science-Fiction sowie Fantasy enthält. Er erschien 2015 im Hablizel-Verlag und 2016 bei Fischer Tor in einer um 150 Seiten Schluss erweiterten Version.

## Handlung
Die Venus ist besiedelt. Mehrere 100 Jahre nach dem 20. Jahrhundert der alten Erde läuft auf der mit Landwirtschaft und schwebenden Städten besiedelten Venus ein revolutionäres soziales Experiment: das Bundwerk. Die venusische Gesellschaft aus Menschen, Robotern ("D/") und netzbasierten künstlichen Intelligenzen ("K/") ist allerdings geprägt von Konflikten. Die allgemeine Entwicklung ist orientiert an der Utopie des "Freiwerks". Auf der alten Erde dagegen herrscht ein faschistischer Diktator, dessen Angriff für irgendwann in der Zukunft befürchtet wird.
Nikolas Helander, der Protagonist und Ich-Erzähler, wächst im Schatten der Vorsitzenden des Bundwerks Leona Christensen auf, die an der Spitze eines revolutionären Regimes steht. Sein Leben, seine Liebe und sein politischer Weg zwischen Loyalität, Opposition und Krieg sind Teil der großen Erzählung von Befreiung und Terror, Zwang und Emanzipation unter den Bedingungen höchstentwickelter Technik. Helander erfährt die Widersprüchlichkeiten des gesellschaftlichen Entwicklungsprojekts, das einerseits die Befreiung der Subjekte und die gegenseitige Anerkennung der diversen Intelligenzen voranbringen will, andererseits aber durch Ressourcenknappheit beschränkt und durch eine Gefahr von Außen bedroht ist und in den Terror getrieben wird.

### Der erweiterte Schluss: Venus lebt
Der in der Neuausgabe von Fischer Tor 2016 hinzugefügte 150-seitige Epilog »Venus lebt« zeigt, wie aus seinem Erbe lange nach Helanders Tod etwas Unvorhersehbares wird, als Entscheidung alter Kämpfe und als Lösung tödlicher Rätsel.

## Historische Anlehnung
Der Roman bildet einen historischen Zeitraum auf die Zukunft ab: Es geht um eine Epoche in der Geschichte der Sowjetunion nach der russischen Revolution, dem Bürgerkrieg und einem kurzen Zeitraum der Konsolidierung und des Wiederaufbaus bis über den Zweiten Weltkrieg hinaus. Dabei treten Figuren auf, die stark an tatsächliche historische Figuren erinnern. Mit den Figuren entspannt Dath auch die epocheprägenden Problemkonstellationen und Debatten. Letztere aktualisiert er dadurch, dass er sie in einen Science-Fiction-Kontext stellt und hebt die Argumentationen damit für künftige Neuanläufe mit ähnlichen gesellschaftlichen Versuchen auf.
| Romanfigur                | Funktion im Roman                                                                                         | historische Figur               | Anmerkungen |
| ------------------------- | --- | ------------------------------- | ----------- |
| Christensen, Leona "Lily" | Oberste Delegierte des Bundwerks                                                                          | Josef Stalin                    |             |
| Vuletic, Edmund           | Organisator der Bundwerksarmee (45)                                                                       | Leo Trotzki                     |             |
| Samito, Arjen             | Diktator auf der Erde mit Expansionsgelüsten (94)                                                         | Adolf Hitler                    |             |
| Hsü Chen                  | Mitglied der Regierung                                                                                    |                                 |             |
| Laukkanen, Maren          | mythisch überhöhte Gründerfigur, lebt zur Handlungszeit nicht mehr                                        | Wladimir Iljitsch Lenin         |             |
| Bathnagar, Karman         | "Liebling des Bundes"                                                                                     | Nikolai Bucharin                |             |
| Singh, Daniel             | Mitglied der Regierung                                                                                    |                                 |             |
| Helander, Arthur          | "mal rechte, mal linke Hand" (12) von Christensen                                                         | Andrei Alexandrowitsch Schdanow |             |
| Helander, Mona            | eine der wichtigsten "Topos"-Programmiererinnen beim Aufbau der Venus (17), zur Handlungszeit bereits tot |                                 |             |
| Thalberg, Domenico        | Regierender von Laukkanen City (55)                                                                       | Sergei Mironowitsch Kirow       |             |

Die Seitenangaben beziehen sich auf die Tor-Ausgabe.

## Ausgaben
- Venus siegt. Roman. Lohmar: Hablizel Verlag 2015 ISBN 978-3941978188
- Venus siegt. Roman. Überarbeitete und um 150 Seiten erweiterte Ausgabe. Frankfurt/Main: Fischer Tor 2016 ISBN 978-3-596-29658-3